# Хламово (Кадуйский район)
Хламово — деревня в Кадуйском районе Вологодской области.
Входит в состав сельского поселения Семизерье (до 2015 года входила в Барановское сельское поселение), с точки зрения административно-территориального деления — в Барановский сельсовет.
Расстояние по автодороге до районного центра Кадуя — 75 км, до центра сельсовета деревни Барановская — 3 км. Ближайшие населённые пункты — Аксентьевская, Осека, Савельевская, Якшинская.
По переписи 2002 года население — 7 человек.